# Wampus
Wampus est une série française de bande dessinée créée par Marcel Navarro, écrite par Franco Frescura et illustrée par Luciano Bernasconi. Créée en 1969 pour le compte des éditions Lug, la série donnait à l'origine son nom à une revue en petit format. Elle est notamment connue pour avoir été victime de la censure au bout de six épisodes.

## Synopsis
Wampus est une créature extraterrestre polymorphe, venue d'une lointaine planète sur la Terre pour sacrifier à son dieu des êtres humains tout comme les êtres humains sacrifient aux leurs des bœufs ou des poulets. Wampus constitue en quelque sorte "le point de vue du poulet", sacrifié pour des raisons religieuses par un être plus puissant que ses victimes.  
En bon adorateur de sa divinité, Wampus sème donc la mort et la destruction parmi les humains non par sadisme ni cruauté, mais par foi, tout comme des humains..   
Un tel thème n'est guère courant, ni dans la bande dessinée ni ailleurs, ce qui confère à cette série une indéniable originalité.  
Au physique, il s'agit d'une créature hideuse, plus ou moins humanoïde, dont le corps semble fait d'une gelée blanchâtre. Il peut adopter la forme de n'importe quel être vivant, humain ou animal, en se plongeant dans l'eau ; il faut le plonger dans les flammes ou l'électrocuter pour lui faire recouvrer sa forme véritable. Il peut en outre émettre par les yeux un rayon capable de faire fondre le métal ou de provoquer des incendies.  
Seul Jean Sten connaît l'existence de Wampus : il tente souvent sans succès de faire obstacle aux projets malfaisants de l'extraterrestre. 

## Historique de la série
Six épisodes de la série paraissent en 1969 : la revue publiée par Lug est ensuite interdite par la censure, qui lui reproche sa violence. Quatre ans plus tard, les auteurs réalisent pour le compte de Lug une nouvelle série, intitulée L'Autre et dont huit épisodes sont publiés dans les numéros 11 à 18 de la revue Futura. Il s'agit d'une nouvelle mouture de Wampus, dont une partie du scénario est reprise. Afin d'échapper à la censure, cette nouvelle série est moins violente que la première : l'extraterrestre a une forme plus humanoïde que Wampus, tout en ayant des yeux identiques.
Un septième épisode de Wampus, réalisé par les auteurs en 1969, n'est publié qu'en 1985, lors d'une réédition complète de la série dans la revue Ombrax (nos 211 à 233). 
En 2001-2002, pour le compte de Semic qui a repris le catalogue de Lug, la série est relancée par le scénariste Jean-Marc Lofficier, le temps de sept nouveaux épisodes. Ceux-ci sont publiés dans la nouvelle version de la revue Fantask puis dans Mustang (nos 303 à 306) à la suite de l'arrêt de Fantask. Si Lofficier remplace Frescura au scénario, le dessin est toujours assuré par Bernasconi. Cette résurrection donne lieu à de multiples rencontres avec les protagonistes d'autres séries publiées par Semic.
Wampus a été également réédité dans les 12 numéros mensuels de Rodéo (éditions Semic, puis Semic pocket), nos 568 à 579, de décembre 1998 à novembre 1999.
En 2010, Rivière blanche, la maison d'édition créée par Lofficier, publie en deux volumes une intégrale des deux séries, sous le titre Les Chroniques de Wampus : le premier volume contient les épisodes des deux époques de Wampus et le second l'intégrale de L'Autre, avec une conclusion inédite par Jean-Marc Lofficier et Luciano Bernasconi, ainsi que quatre récits hors-série de Wampus.

## Épisodes

### Série d'origine (1969)
- Scénario : Franco Frescura
- Dessin : Luciano Bernasconi

1. Wampus
2. Le Dernier Ricanement
3. Et Vint le Chaos
4. La Grande Explosion
5. Vu du Pont
6. Toilette du Bourreau
7. Le Ciel est Rouge (inédit jusqu'à sa publication dans Ombrax no 230-233, en 1985)

### Seconde série (2001-2002)
- Scénario : Jean-Marc Lofficier
- Dessin : Luciano Bernasconi

1. Le Sacrement du Mal (Fantask no 3)
2. Dragut! (Fantask no 4)
3. La Chute de Camelot (Fantask no 5)
4. Sous le Signe de Rome (Mustang no 303)
5. Le Pouvoir de Kabur (Mustang no 304)
6. La Fin des Temps : Labyrinthe (Mustang no 305)
7. La Fin des Temps: L'Ultime Confrontation (Mustang no 306)

### Récits hors-séries
- Scénario : Jean-Marc Lofficier
- Dessin : divers dessinateurs

1. Wampus : Interlude à Manhattan (Mustang no 313 ; dessin : Luciano Bernasconi)
2. Wampus : Le retour de Maleficius (Kiwi no 560 ; dessin : Jean-Marc Lainé)
3. Wampus : Zothaqa (Special Zembla no 166 ; dessin : Willy Hudic)
4. Wampus : Intersection (Strangers no 0 ; dessin : Jay Stephens)

## Albums
- Les Chroniques de Wampus, tome 1 : Wampus, Rivière Blanche, collection Hexagon Comics, 2010
- Les chroniques de Wampus, tome 2 : Wampus / L'Autre, Rivière Blanche, collection Hexagon Comics, 2010